# ر هندی
ر هندی یا ر مثقله ڑ حرفی از الفبای گسترده عربی است که بر اساس حرف ر و با افزودن یک ط (به شکل تاریخی چهار نقطه در یک مربع) در بالا ساخته شده‌است و به شکل ڑ نوشته می‌شود. این حرف در خود الفبای عربی وجود ندارد، اما در اردو، پنجابی به خط شاهموخی و کشمیری استفاده می‌شود و ارزش ابجد آن ۲۰۰ در نظر گرفته می‌شود. در دیواناگری، این صامت با استفاده از "ड़" (" ड " با نقطه در زیر) نشان داده می‌شود.